# Caldera (Panama)
Pour les articles homonymes, voir Caldera.
Caldera est un corregimiento situé dans le district de Boquete, province de Chiriquí, au Panama. En 2010, la localité comptait 1 560 habitants.